# Transfix (Diplomatik)
Ein Transfix oder Annex ist eine Urkunde, die an einer anderen, inhaltlich mit ihr irgendwie in Zusammenhang stehenden Urkunde befestigt (transfixiert) wird, um deren Inhalt zu präzisieren oder zu ergänzen. Dies kann zum Beispiel geschehen, indem zwei oder mehr Urkunden durch ein Band verbunden und gemeinsam gesiegelt werden.